# جوزف وندل
جوزف وندل (انگلیسی: Josef Wendl; ۱۷ دسامبر ۱۹۰۶ – ۲ سپتامبر ۱۹۸۰) بازیکن فوتبال اهل آلمان بود.
از باشگاه‌هایی که در آن بازی کرده‌است می‌توان به باشگاه فوتبال مونیخ ۱۸۶۰ اشاره کرد.
وی همچنین در تیم ملی فوتبال آلمان بازی کرده‌است.